# Сезар (кинопремия, 2002)
27-я церемония вручения наград премии «Сезар» (также известной как Ночь Сезара (фр. Nuit des César)) за заслуги в области французского кинематографа за 2001 год состоялась 2 марта 2002 года в театре Шатле (Париж, Франция). Президентом церемонии стала актриса Натали Бай.
Комедийная картина Жана-Пьера Жёне — «Амели» получила 4 награды, из 13 номинаций, в том числе за лучший фильм и режиссуру.

## Список лауреатов и номинантов
Количество наград/номинаций:
- 4/13: «Амели»
- 3/9: «Читай по губам»
- 2/9: «Палата для офицеров»
- 1/5: «Хаос»
- 1/4: «Братство волка»
- 1/3: «Птицы»
- 0/3: «Под песком»
- 1/2: «Пианистка» / «Ничья земля»
- 0/2: «Танги» / «Похищение для Бетти Фишер» / «Девушка из Парижа» / «Моя жена — актриса» / «Роберто Зукко» / «Роялистка»
- 1/1: «Как я убил своего отца» / «Дурные манеры» / «В первое воскресенье августа» / «Малхолланд Драйв»

### Основные категории
• Победители выделены отдельным цветом. 
| Категории                                                                               | Лауреаты и номинанты                                                                 | Лауреаты и номинанты                                                                 | Лауреаты и номинанты                                                                 |                                  |
| --------------------------------------------------------------------------------------- | ------------------------------------------------------------------------------------ | ------------------------------------------------------------------------------------ | ------------------------------------------------------------------------------------ | -------------------------------- |
| Лучший фильм                                                                            | • Амели / Le Fabuleux Destin d'Amélie Poulain (режиссёр: Жан-Пьер Жёне)              | • Амели / Le Fabuleux Destin d'Amélie Poulain (режиссёр: Жан-Пьер Жёне)              | • Амели / Le Fabuleux Destin d'Amélie Poulain (режиссёр: Жан-Пьер Жёне)              |                                  |
| Лучший фильм                                                                            | • Палата для офицеров / La Chambre des officiers (режиссёр: Франсуа Дюпейрон)        |                                                                                      |                                                                                      |                                  |
| Лучший фильм                                                                            | • Хаос / Chaos (режиссёр: Колин Серро)                                               |                                                                                      |                                                                                      |                                  |
| Лучший фильм                                                                            | • Под песком / Sous le sable (режиссёр: Франсуа Озон)                                |                                                                                      |                                                                                      |                                  |
| Лучший фильм                                                                            | • Читай по губам / Sur mes lèvres (режиссёр: Жак Одиар)                              |                                                                                      |                                                                                      |                                  |
| Лучшая режиссура                                                                        |                                                                                      | • Жан-Пьер Жёне за фильм «Амели»                                                     | • Жан-Пьер Жёне за фильм «Амели»                                                     | • Жан-Пьер Жёне за фильм «Амели» |
| Лучшая режиссура                                                                        | • Патрис Шеро — «Интим»                                                              |                                                                                      |                                                                                      |                                  |
| Лучшая режиссура                                                                        | • Франсуа Дюпейрон — «Палата для офицеров»                                           |                                                                                      |                                                                                      |                                  |
| Лучшая режиссура                                                                        | • Франсуа Озон — «Под песком»                                                        |                                                                                      |                                                                                      |                                  |
| Лучшая режиссура                                                                        | • Жак Одиар — «Читай по губам»                                                       |                                                                                      |                                                                                      |                                  |
| Лучший актёр                                                                            |                                                                                      | • Мишель Буке — «Как я убил своего отца» (фр.) (за роль Мориса)                      | • Мишель Буке — «Как я убил своего отца» (фр.) (за роль Мориса)                      |                                  |
| Лучший актёр                                                                            | • Эрик Каравака — «Палата для офицеров» (за роль Адриана)                            |                                                                                      |                                                                                      |                                  |
| Лучший актёр                                                                            | • Венсан Кассель — «Читай по губам» (за роль Поля Анжели)                            |                                                                                      |                                                                                      |                                  |
| Лучший актёр                                                                            | • Андре Дюссолье — «Танги» (фр.) (за роль Поля Геца)                                 |                                                                                      |                                                                                      |                                  |
| Лучший актёр                                                                            | • Жак Дютрон — «Се ля ви» (фр.) (за роль Димитрия)                                   |                                                                                      |                                                                                      |                                  |
| Лучшая актриса                                                                          |                                                                                      | • Эмманюэль Дево — «Читай по губам» (за роль Карлы Бём)                              | • Эмманюэль Дево — «Читай по губам» (за роль Карлы Бём)                              |                                  |
| Лучшая актриса                                                                          | • Катрин Фро — «Хаос» (за роль Элен)                                                 |                                                                                      |                                                                                      |                                  |
| Лучшая актриса                                                                          | • Изабель Юппер — «Пианистка» (за роль Эрики Кохут)                                  |                                                                                      |                                                                                      |                                  |
| Лучшая актриса                                                                          | • Шарлотта Рэмплинг — «Под песком» (за роль Мари Дрийон)                             |                                                                                      |                                                                                      |                                  |
| Лучшая актриса                                                                          | • Одри Тоту — «Амели» (за роль Амели Пулен)                                          |                                                                                      |                                                                                      |                                  |
| Лучший актёр второго плана                                                              |                                                                                      | • Андре Дюссолье — «Палата для офицеров» (за роль хирурга)                           | • Андре Дюссолье — «Палата для офицеров» (за роль хирурга)                           |                                  |
| Лучший актёр второго плана                                                              | • Эдуар Бер — «Похищение для Бетти Фишер» (за роль Алекса Басато)                    |                                                                                      |                                                                                      |                                  |
| Лучший актёр второго плана                                                              | • Жамель Деббуз — «Амели» (за роль Люсьена)                                          |                                                                                      |                                                                                      |                                  |
| Лучший актёр второго плана                                                              | • Жан-Поль Руссийон (фр.) — «Девушка из Парижа» (фр.) (за роль Жана)                 |                                                                                      |                                                                                      |                                  |
| Лучший актёр второго плана                                                              | • Рюфюс — «Амели» (за роль Рафаэля Пулена)                                           |                                                                                      |                                                                                      |                                  |
| Лучшая актриса второго плана                                                            |                                                                                      | • Анни Жирардо — «Пианистка» (за роль матери)                                        | • Анни Жирардо — «Пианистка» (за роль матери)                                        |                                  |
| Лучшая актриса второго плана                                                            | • Николь Гарсиа — «Похищение для Бетти Фишер» (за роль Марго Фишер)                  |                                                                                      |                                                                                      |                                  |
| Лучшая актриса второго плана                                                            | • Ноэми Львовски — «Моя жена — актриса» (за роль Натали)                             |                                                                                      |                                                                                      |                                  |
| Лучшая актриса второго плана                                                            | • Изабель Нанти — «Амели» (за роль Жоржетты)                                         |                                                                                      |                                                                                      |                                  |
| Лучшая актриса второго плана                                                            | • Лин Рено — «Хаос» (за роль бабушки)                                                |                                                                                      |                                                                                      |                                  |
| Самый многообещающий актёр                                                              |                                                                                      | • Робинсон Стевенен — «Дурные манеры» (фр.)                                          | • Робинсон Стевенен — «Дурные манеры» (фр.)                                          |                                  |
| Самый многообещающий актёр                                                              | • Эрик Бергер (фр.) — «Танги»                                                        |                                                                                      |                                                                                      |                                  |
| Самый многообещающий актёр                                                              | • Стефано Кассетти (итал.) — «Роберто Зукко» (фр.)                                   |                                                                                      |                                                                                      |                                  |
| Самый многообещающий актёр                                                              | • Грегори Деранжер — «Палата для офицеров»                                           |                                                                                      |                                                                                      |                                  |
| Самый многообещающий актёр                                                              | • Жан-Мишель Порталь (фр.) — «Палата для офицеров»                                   |                                                                                      |                                                                                      |                                  |
| Самая многообещающая актриса                                                            |                                                                                      | • Рашида Бракни — «Хаос»                                                             | • Рашида Бракни — «Хаос»                                                             |                                  |
| Самая многообещающая актриса                                                            | • Марион Котийяр — «Миленькие штучки»                                                |                                                                                      |                                                                                      |                                  |
| Самая многообещающая актриса                                                            | • Элен де Фужроль (фр.) — «Попробуй узнай» (фр.)                                     |                                                                                      |                                                                                      |                                  |
| Самая многообещающая актриса                                                            | • Элен Фийер (фр.) — «Королевы на один день» (фр.)                                   |                                                                                      |                                                                                      |                                  |
| Самая многообещающая актриса                                                            | • Изильд Ле Беско — «Роберто Зукко»                                                  |                                                                                      |                                                                                      |                                  |
| Лучший оригинальный или адаптированный сценарий                                         | Жак Одиар                                                                            | • Жак Одиар и Тонино Бенаквиста — «Читай по губам»                                   | Тонино Бенаквиста                                                                    |                                  |
| Лучший оригинальный или адаптированный сценарий                                         | Жак Одиар                                                                            | • Колин Серро — «Хаос»                                                               | Тонино Бенаквиста                                                                    |                                  |
| Лучший оригинальный или адаптированный сценарий                                         | Жак Одиар                                                                            | • Франсуа Дюпейрон — «Палата для офицеров»                                           | Тонино Бенаквиста                                                                    |                                  |
| Лучший оригинальный или адаптированный сценарий                                         | Жак Одиар                                                                            | • Жан-Пьер Жёне и Гийом Лоран (фр.) — «Амели»                                        | Тонино Бенаквиста                                                                    |                                  |
| Лучший оригинальный или адаптированный сценарий                                         | Жак Одиар                                                                            | • Данис Танович — «Ничья земля»                                                      | Тонино Бенаквиста                                                                    |                                  |
| Лучшая музыка к фильму                                                                  |                                                                                      | • Ян Тирсен — «Амели»                                                                | • Ян Тирсен — «Амели»                                                                |                                  |
| Лучшая музыка к фильму                                                                  | • Джозеф Лодука — «Братство волка»                                                   |                                                                                      |                                                                                      |                                  |
| Лучшая музыка к фильму                                                                  | • Брюно Куле — «Птицы»                                                               |                                                                                      |                                                                                      |                                  |
| Лучшая музыка к фильму                                                                  | • Александр Деспла — «Читай по губам»                                                |                                                                                      |                                                                                      |                                  |
| Лучший монтаж                                                                           | • Мари-Жозеф Йойотт (фр.) — «Птицы»                                                  | • Мари-Жозеф Йойотт (фр.) — «Птицы»                                                  | • Мари-Жозеф Йойотт (фр.) — «Птицы»                                                  |                                  |
| Лучший монтаж                                                                           | • Эрве Шнайд — «Амели»                                                               |                                                                                      |                                                                                      |                                  |
| Лучший монтаж                                                                           | • Жюльетт Вельфлин (фр.) — «Читай по губам»                                          |                                                                                      |                                                                                      |                                  |
| Лучшая работа оператора                                                                 | • Тэцуо Нагата — «Палата для офицеров»                                               | • Тэцуо Нагата — «Палата для офицеров»                                               | • Тэцуо Нагата — «Палата для офицеров»                                               |                                  |
| Лучшая работа оператора                                                                 | • Брюно Дельбоннель — «Амели»                                                        |                                                                                      |                                                                                      |                                  |
| Лучшая работа оператора                                                                 | • Матьё Вадпьед (фр.) — «Читай по губам»                                             |                                                                                      |                                                                                      |                                  |
| Лучшие декорации                                                                        | • Алин Бонетто (фр.) — «Амели»                                                       | • Алин Бонетто (фр.) — «Амели»                                                       | • Алин Бонетто (фр.) — «Амели»                                                       |                                  |
| Лучшие декорации                                                                        | • Антуан Фонтейн и Жан-Батист Маро — «Роялистка»                                     |                                                                                      |                                                                                      |                                  |
| Лучшие декорации                                                                        | • Ги-Клод Франсуа — «Братство волка»                                                 |                                                                                      |                                                                                      |                                  |
| Лучшие костюмы                                                                          | • Доминик Борг (фр.) — «Братство волка»                                              | • Доминик Борг (фр.) — «Братство волка»                                              | • Доминик Борг (фр.) — «Братство волка»                                              |                                  |
| Лучшие костюмы                                                                          | • Пьер-Жан Ларрок (фр.) — «Роялистка»                                                |                                                                                      |                                                                                      |                                  |
| Лучшие костюмы                                                                          | • Катрин Бочар — «Палата для офицеров»                                               |                                                                                      |                                                                                      |                                  |
| Лучшие костюмы                                                                          | • Мадлин Фонтен — «Амели»                                                            |                                                                                      |                                                                                      |                                  |
| Лучший звук                                                                             | • Марк-Антуан Бельден, Сирил Хольц и Паскаль Виллар — «Читай по губам»               | • Марк-Антуан Бельден, Сирил Хольц и Паскаль Виллар — «Читай по губам»               | • Марк-Антуан Бельден, Сирил Хольц и Паскаль Виллар — «Читай по губам»               |                                  |
| Лучший звук                                                                             | • Венсан Арнарди, Жерар Арди, Лоран Коссаян и Жан Умански — «Амели»                  |                                                                                      |                                                                                      |                                  |
| Лучший звук                                                                             | • Сирил Хольц и Жан-Поль Мюжель — «Братство волка»                                   |                                                                                      |                                                                                      |                                  |
| Лучшая дебютная работа в художественном кино (фр. Meilleure Première Oeuvre de Fiction) | • «Ничья земля» — режиссёр: Данис Танович                                            | • «Ничья земля» — режиссёр: Данис Танович                                            | • «Ничья земля» — режиссёр: Данис Танович                                            |                                  |
| Лучшая дебютная работа в художественном кино (фр. Meilleure Première Oeuvre de Fiction) | • «Грегуар Мулен против человечества» — режиссёр: Артюс де Пенгерн                   |                                                                                      |                                                                                      |                                  |
| Лучшая дебютная работа в художественном кино (фр. Meilleure Première Oeuvre de Fiction) | • «Моя жена — актриса» — режиссёр: Иван Атталь                                       |                                                                                      |                                                                                      |                                  |
| Лучшая дебютная работа в художественном кино (фр. Meilleure Première Oeuvre de Fiction) | • «Птицы» — режиссёры: Жак Клюзо (фр.), Жак Перрен и Мишель Деба (фр.)               |                                                                                      |                                                                                      |                                  |
| Лучшая дебютная работа в художественном кино (фр. Meilleure Première Oeuvre de Fiction) | • «Девушка из Парижа» — режиссёр: Кристиан Карион (фр.)                              |                                                                                      |                                                                                      |                                  |
| Лучший короткометражный фильм                                                           | • В первое воскресенье августа / Au premier dimanche d'août (режиссёр: Флоранс Миай) | • В первое воскресенье августа / Au premier dimanche d'août (режиссёр: Флоранс Миай) | • В первое воскресенье августа / Au premier dimanche d'août (режиссёр: Флоранс Миай) |                                  |
| Лучший короткометражный фильм                                                           | • Кусочки моей жены / Des morceaux de ma femme (режиссёр: Фридерик Пелле)            |                                                                                      |                                                                                      |                                  |
| Лучший короткометражный фильм                                                           | • Les filles du douze (режиссёр: Паскаль Бретон)                                     |                                                                                      |                                                                                      |                                  |
| Лучший короткометражный фильм                                                           | • Millevaches [Expérience] (режиссёр: Пьер Винур)                                    |                                                                                      |                                                                                      |                                  |
| Лучший короткометражный фильм                                                           | • La pomme, la figue et l'amande (режиссёр: Жоэль Брисс)                             |                                                                                      |                                                                                      |                                  |
| Лучший иностранный фильм                                                                | • Малхолланд Драйв / Mulholland Drive (США, режиссёр Дэвид Линч)                     | • Малхолланд Драйв / Mulholland Drive (США, режиссёр Дэвид Линч)                     | • Малхолланд Драйв / Mulholland Drive (США, режиссёр Дэвид Линч)                     |                                  |
| Лучший иностранный фильм                                                                | • Комната сына / La stanza del figlio (Италия, реж. Нанни Моретти)                   |                                                                                      |                                                                                      |                                  |
| Лучший иностранный фильм                                                                | • Мулен Руж! / Moulin Rouge! (Австралия, реж. Баз Лурман)                            |                                                                                      |                                                                                      |                                  |
| Лучший иностранный фильм                                                                | • Человек, которого не было / The Man Who Wasn't There (США, реж. Джоэл Коэн)        |                                                                                      |                                                                                      |                                  |
| Лучший иностранный фильм                                                                | • Траффик / Traffic (США, реж. Стивен Содерберг)                                     |                                                                                      |                                                                                      |                                  |

### Специальные награды
| Награда          | Лауреаты         | Лауреаты   |
| ---------------- | ---------------- | ---------- |
| Почётный «Сезар» |                  | • Анук Эме |
| Почётный «Сезар» | • Джереми Айронс |            |
| Почётный «Сезар» | • Клод Риш       |            |